# Polove, Oleksandrivka
Polove (în ucraineană Польове) este un sat în comuna Vesele din raionul Oleksandrivka, regiunea Kirovohrad, Ucraina.

## Demografie
Componența lingvistică a localității Polove
     Ucraineană (98,98%)
     Rusă (1,02%)
Conform recensământului din 2001, majoritatea populației localității Polove era vorbitoare de ucraineană (98,98%), existând în minoritate și vorbitori de rusă (1,02%).